# Jacobo Árbenz
Juan Jacobo Arbenz Guzmán (Quetzaltenango, 14 de setembro de 1913 – Cidade do México, 27 de janeiro de 1971) foi um político, militar e presidente da Guatemala de 1951 a 1954. Por ser descendente de suíços (seu pai, Hans-Jakob, era imigrante do país europeu), era conhecido como "El Suizo" e "El Chelón" (em português:  "O Suíço" e "O Grande Loiro", respectivamente).
Participou em Outubro de 1944 da revolta popular promovida por civis e militares, denominada Revolução de Outubro, que derrubou um longo período de política liberal-oligárquica no país. Foi o segundo presidente nesse novo período conhecido como Década Revolucionária na Guatemala.
Tentou realizar uma reforma agrária, entrando em choque com o monopólio das empresas dos Estados Unidos nas terras da Guatemala, sobretudo a United Fruit Company. Em resposta seu governo foi alvo de golpe de Estado organizado pela CIA que instalou uma ditadura militar no país. Este foi o primeiro golpe de Estado promovido pela CIA na América Latina, durante a Guerra Fria. 
Após o afastamento de Arbenz, sua família refugiou-se na embaixada do México, onde permaneceu por 73 dias. A morte de sua filha, Arabella Arbenz, em outubro de 1965, deixou-o profundamente abalado. Em 27 de janeiro de 1971, um acidente incomum foi fatal para o ex-presidente: durante o banho, o rádio caiu na banheira em que Arbenz se encontrava. Ele sofreu um infarto e faleceu aos 57 anos. Seu corpo foi enterrado ao lado de Arabella.

Era casado com María Cristina Vilanova, com quem tinha outros 2 filhos: Leonora e Jacobo Arbenz Jr.